# Daimler D.I
Daimler D.I (định danh công ty: L6) là một loại máy bay tiêm kích của Đức trong Chiến tranh thế giới I. 

## Tính năng kỹ chiến thuật (D.I)
Dữ liệu lấy từ The Complete Book of Fighters 
Đặc điểm tổng quát
- Kíp lái: 1
- Chiều dài: 7,30 m (23 ft 11⅜ in)
- Sải cánh: 9,90 m (32 ft 5¾ in)
- Chiều cao: 2,76 m (9 ft 0⅔ in)
- Diện tích cánh: 22,6 m² (243 ft²)
- Trọng lượng rỗng: 750 kg (1.653 lb)
- Trọng lượng có tải: 925 kg (2.039 lb)

 Hiệu suất bay 
- Vận tốc cực đại: 183 km/h (99 knot, 114 mph)
- Trần bay: m (ft)
- Tải trên cánh: kg/m² (lb/ft²)
- Thời gian bay: 2 h
- Lên độ cao 6.000 m (19.700 ft): 30 phút

Trang bị vũ khí

- Súng: 2 × súng máy LMG 08/15 7,92 mm